# Porcellio haasi
Porcellio haasi là một loài chân đều trong họ Porcellionidae. Loài này được Arcangeli miêu tả khoa học năm 1925.